# Hōjō Sōun
Hōjō Sōun (1432–1519), antes conhecido por Ise Shinkurō, foi um proeminente militar da Guerra Onin. Durante a revolta Onin, unificou a região de Sagami-Kamakura, derrotando grandes famílias nobres como Horigoe e Miura.
Logo após, seu filho queria um nome mais ilustre para a linhagem, e escolheu Hōjō, aludindo à linhagem de regentes do xogunato Kamakura, à qual sua esposa também pertencia. Ele então se tornou Hōjō Ujitsuna, e seu pai, Ise Shinkurō, foi postumamente renomeado como Hōjō Sōun.
Depois disso, assumiu o cargo de oitavo líder do Clã Imagawa, ajudando na liderança do clã com seu sobrinho, Imagawa Ujichika.